# Palazzo del Capitaniato
El Palazzo del Capitaniato, también conocido como Loggia del Capitaniato o Loggia Bernarda, es un palacio de Andrea Palladio situado en la céntrica Piazza dei Signori de Vicenza, Italia, frente a la Basílica Palladiana, actualmente sede del ayuntamiento de la ciudad. Fue decorado por Lorenzo Rubini, y las pinturas del interior son de Giovanni Antonio Fasolo. El edificio fue diseñado en 1565 y construido entre 1571 y 1572. Desde 1994 está inscrito, junto con los otros edificios de Palladio en Vicenza, en la lista del Patrimonio de la Humanidad de la UNESCO.

## Historia

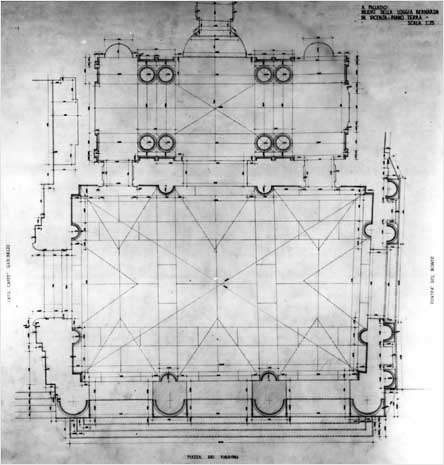
Planta del Palazzo del Capitanio (Pereswet-Soltan, 1969).

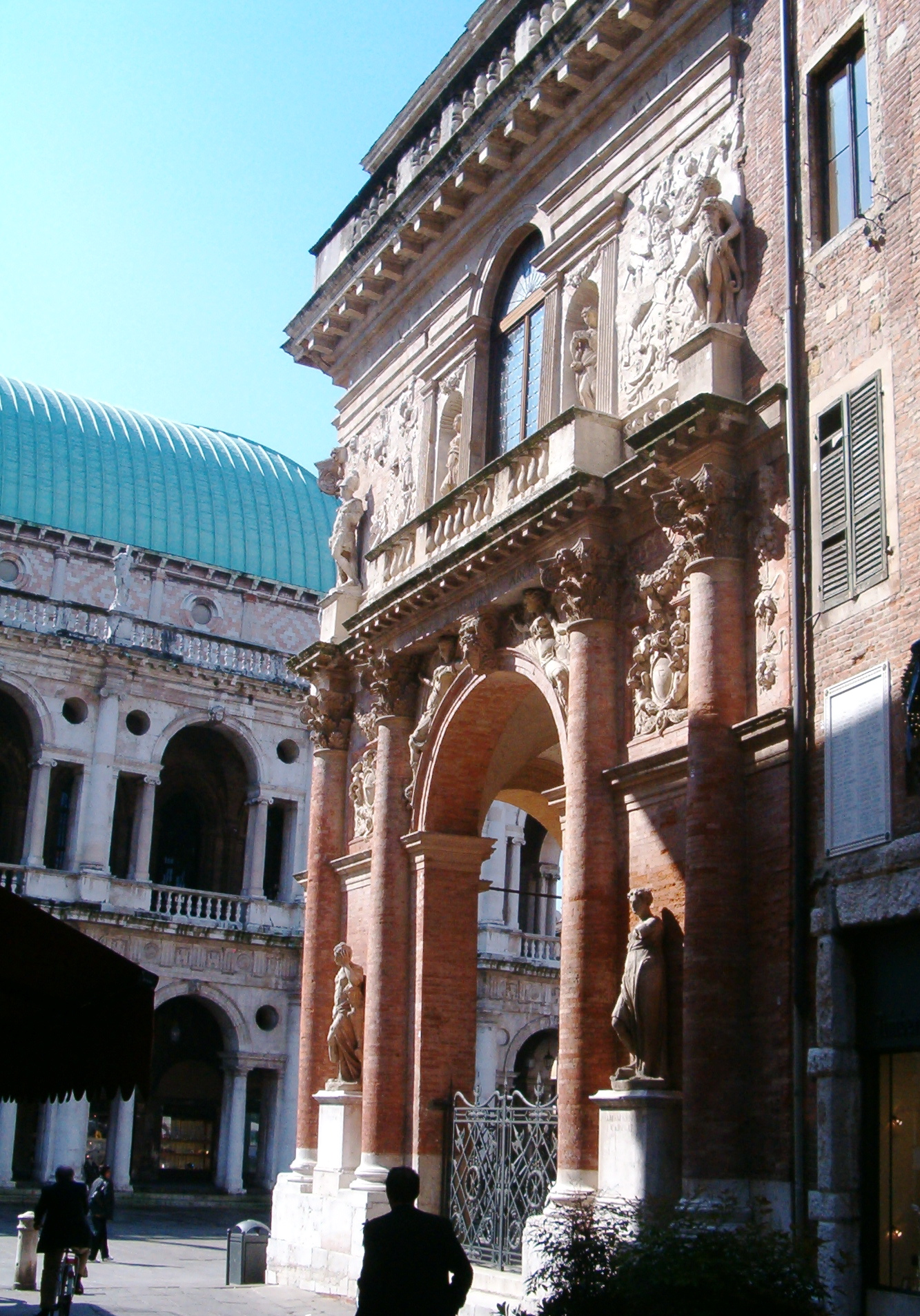
La fachada lateral que da hacia la Contrà Monte; en el fondo puede verse la Basílica Palladiana.

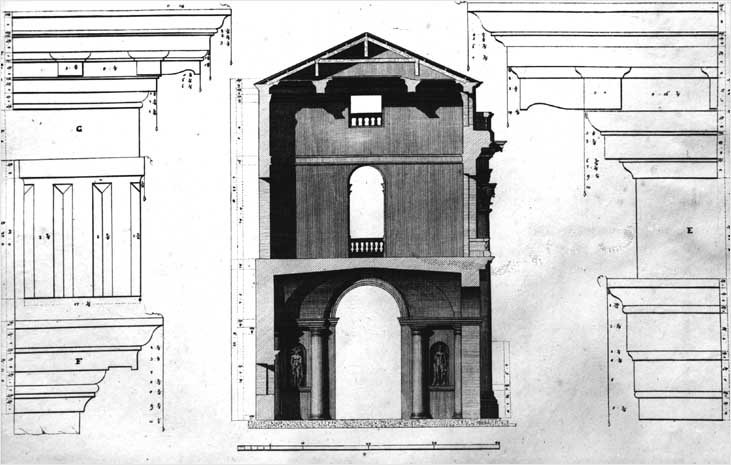
Sección del Palazzo del Capitanio (Ottavio Bertotti Scamozzi, 1776).

En 1565 la ciudad de Vicenza pidió a Andrea Palladio realizar un edificio para el capitanio, el representante de la República de Venecia en la ciudad, que le dio nombre al edificio. El edificio debía sustituir a una construcción tardo medieval preexistente, dedicada previamente a residencia del capitanio, que se situaba en la Piazza dei Signori. De este modo Palladio se encontró trabajando en dos lados de la misma plaza, dado que las obras de la Basílica Palladiana, en la cual trabajaba el arquitecto vicentino desde mediados de los años cuarenta, estaban todavía en curso.
Por tanto, Palladio se tuvo que desafiar a sí mismo, en la misma plaza, en un arco de veinte años. En el Palazzo del Capitaniato tuvo oportunidad de aprovechar los conocimientos arquitectónicos y estilísticos adquiridos en ese período, alcanzando en esta obra una de las máximas cumbres de su carrera. El estilo del edificio se ha comparado al manierista, debido a la vistosa diferencia de ritmo entre la fachada principal y la lateral, con resultados que no se pueden encuadrar en el código clasicista.
Como muchos otros edificios del arquitecto véneto, el edificio permaneció parcialmente incompleto: las obras se detuvieron en 1572, a pesar de que el edificio no estaba terminado, y se realizaron solo tres crujías, en lugar de las cinco o seis previstas inicialmente.
El lado por el que habría debido de ser continuado el palacio fue sacado a la luz en los años treinta del siglo XX, cuando se demolieron algunos edificios adosados. Se habló entonces de completar el edificio construyendo las crujías que faltan, pero esta propuesta no tuvo aceptación. Para dar más dignidad al edificio, la fachada lateral sufrió entonces una adaptación lineal, según el estilo racionalista, con un arco, que sin embargo ha sido objeto de críticas.
Al igual que la Basílica Palladiana situada enfrente, también la Loggia del Capitaniato ha sido objeto de una intervención de restauración, entre marzo y septiembre de 2008, en coincidencia con las celebraciones por el quinto centenario de Andrea Palladio, que ha afectado a la logia y la fachada.

## Descripción

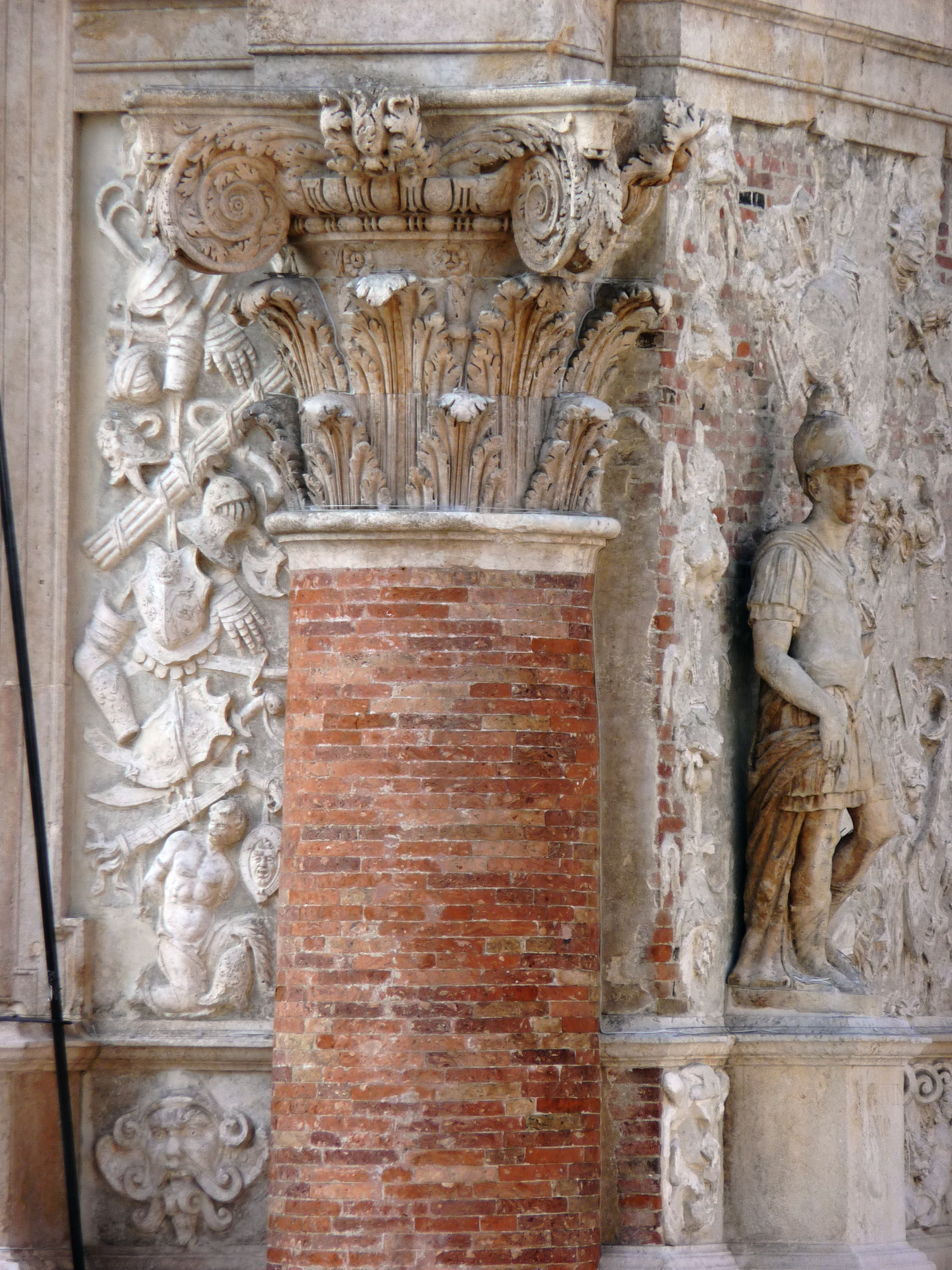
Detalle de la fachada con un capitel corintio y las decoraciones en estuco.

El Palazzo del Capitaniato se basa en un orden compuesto, gigante tanto en altura como en anchura. En la planta baja hay una gran logia cubierta por anchas bóvedas, que sostiene un piano nobile dotado de un gran salón, la Sala Bernarda. La fachada del edificio está dividida por cuatro semicolumnas gigantes de ladrillos caravista y tres grandes arcos. Las decoraciones están realizadas en piedra de Istria y sobre todo estuco. Según el diseño de Palladio, las columnas iban a ser recubiertas por yeso blanco, que es visible solamente en la base de los capiteles corintios. Palladio decidió en este caso jugar con el contraste utilizando ladrillos rojos sin enyesar que resaltan tanto sobre el blanco de los estucos como sobre el blanco de la piedra de la Basílica Palladiana que se sitúa de frente.
Las arcadas están coronadas por balcones, que a su vez sostienen un ático con balaustrada. Los materiales utilizados en este edificio, ladrillos sin enyesar y piedra, crean una original bicromía. Las tres imponentes arcadas del pórtico están sostenidas por las grandes columnas que llegan hasta debajo de la balaustrada del ático. En la fachada principal algunas decoraciones representan figuras que vierten agua, que simbolizan ríos. En el entablamento se puede leer la inscripción: «JO. BAPTISTAE BERNARDO PRAEFECTO», que recuerda al capitanio Bernardo, que encargó el edificio.

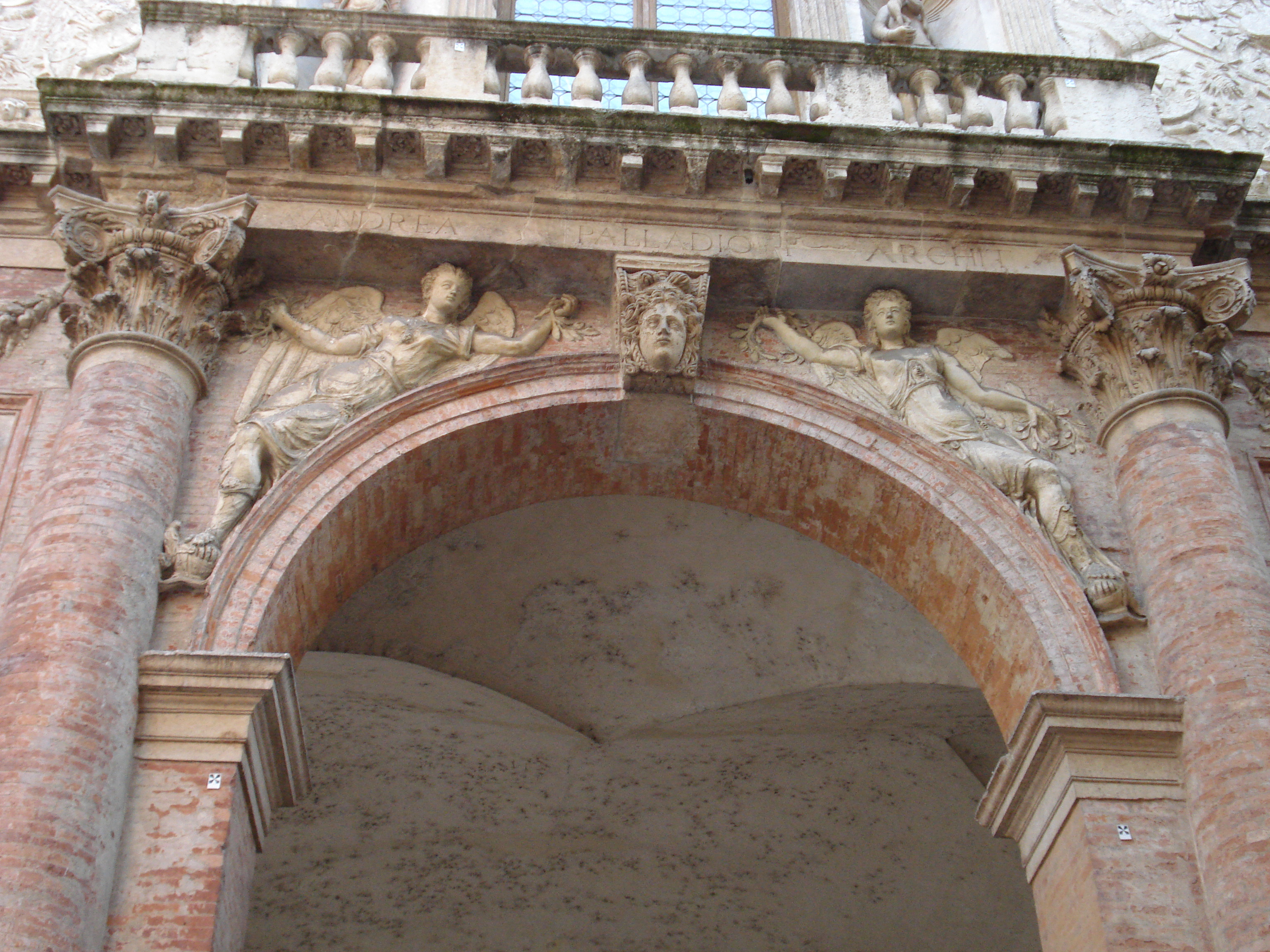
Frisos del portal lateral, con la indicación de Andrea Palladio architetto.

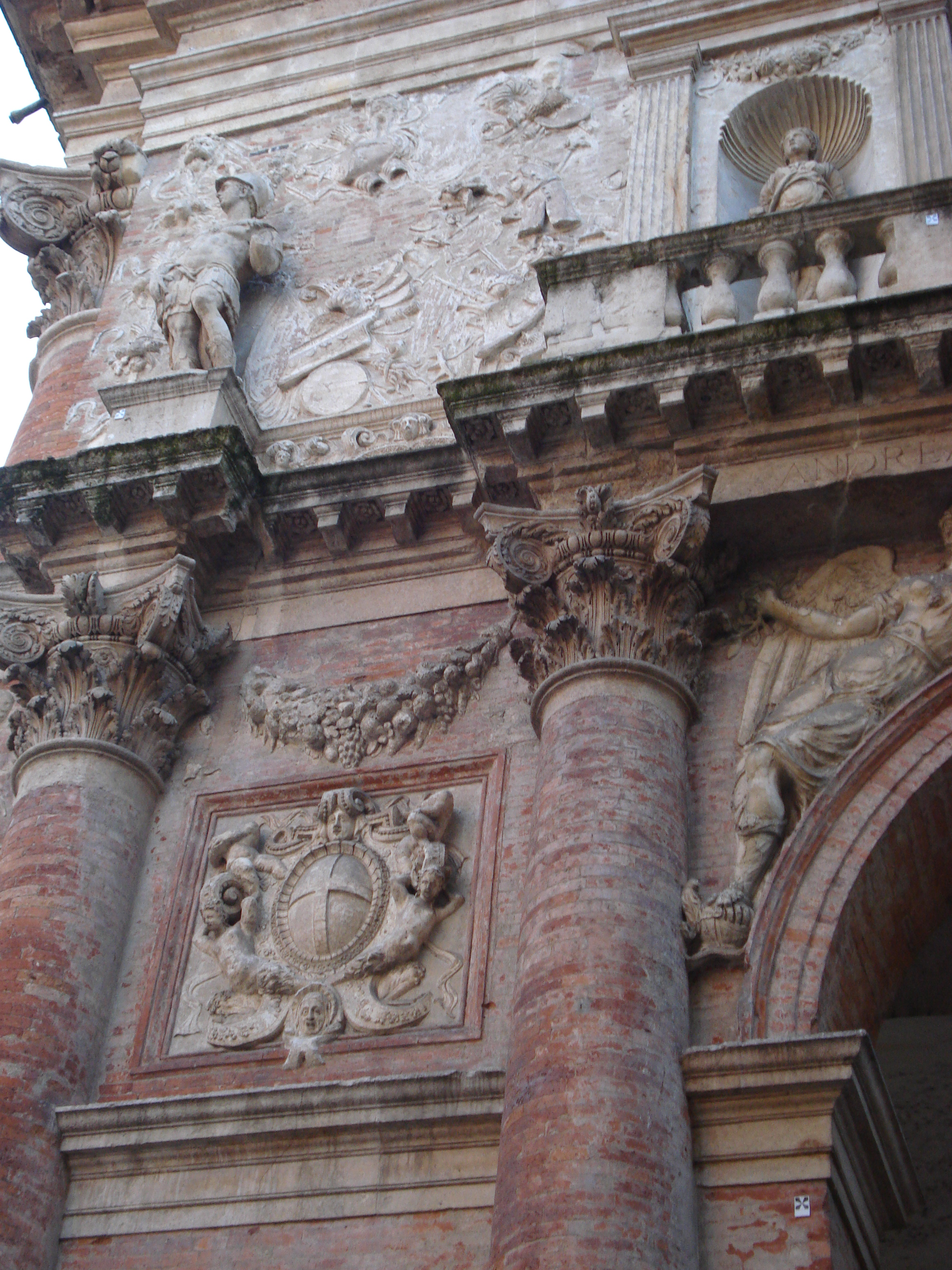
Detalle que representa las armas de los vencidos de la Batalla de Lepanto de 1571.

La fachada hacia la Contrà Monte, diseñada sobre el modelo de los arcos de triunfo romanos, presenta cuatro semicolumnas, pero más bajas que las de la fachada, y está decorada con estucos en bajorrelieve y dos estatuas alegóricas colocadas en los intercolumnios, que recuerdan la victoria de la flota hispano-veneciana contra los otomanos en la Batalla de Lepanto (7 de octubre de 1571), conseguida en parte gracias al sacrificio de muchos vicentinos. En la base de las estatuas se pueden leer las dos frases en latín «PALMAM GENUERE CARINAE» («las naves determinaron la victoria») y «BELLI SECURA QUIESCO» («descanso a salvo de la guerra»), que sugieren el significado de las estatuas: la primera representa a la diosa de la victoria naval y la segunda a la diosa de la paz. En la planta superior del arco hay otras cuatro estatuas: la primera (desde la plaza) representa la Virtud, la segunda, un poco más pequeña que la primera, representa la Fe, la tercera representa la Piedad, y por último la cuarta, tan grande como la primera, representa el Honor. La interpretación que se da a estos símbolos es unívoca: la virtud, la fe, la piedad y el honor obtienen la victoria y la paz, y si Venecia pudo vencer a los otomanos fue precisamente gracias a estos valores.
La ciudad de Vicenza contribuyó al éxito de la Batalla de Lepanto. Sebastiano Rumor recuerda que Vicenza aportó doce mil ducados que se añadieron a los cuatrocientos dados espontáneamente por el Collegio dei Notai, como nos ha transmitido el historiador Gaetano Maccà. El Altiplano de Asiago proporcionó la madera necesaria para la construcción de dos naves, el Huomo Marino y la Torre di Vicenza, comandadas, respectivamente, por Giacomo Trissino y Ludovico Porto. Otros dos vicentinos participaron en las operaciones militares y sus empresas fueron celebradas por el poeta Antonio Bertazzolo: se trata de Alfonso e Ippolito da Porto.
La logia de la planta baja, rodeada por una alta barandilla de hierro forjado, es un espacio armonioso, caracterizado por hornacinas y columnas; alberga algunas placas en recuerdo de los caídos de las guerras. El piano nobile está ocupado por la Sala Bernarda, decorada por frescos del siglo XVI provenientes de una de las villas de los da Porto. En la Sala Bernarda se reúne actualmente el ayuntamiento de Vicenza. Con ocasión de las sesiones del ayuntamiento, los políticos vicentinos entran precisamente por el portón de la logia y no, como de costumbre, por la entrada del Corso Palladio. En el interior del piano nobile del Palazzo del Capitaniato hay nueve pinturas del siglo XVII de Giovanni Antonio Fasolo, que fueron restauradas en 1961.
Entre junio de 2010 y enero de 2012 la sala de juntas ha sido objeto de importantes obras de remodelación. El mobiliario, completamente sustituido, fue diseñado por el arquitecto español Salvador Perez Arroyo, que ha favorecido la madera clara y el aluminio. La remodelación de la sala ha afectado también al techo y a las nueve grandes pinturas del artesonado de madera de Gian Antonio Fasolo que fueron restauradas completamente por la Soprintendenza per i beni storici, artistici ed etnoantropologici per le province di Verona, Rovigo e Vicenza.
Entre el 12 y el 14 de enero de 2007, con gran éxito de público, se expuso en la logia la copa del mundo, ganada seis meses antes por la selección de fútbol de Italia. Vicenza fue la primera ciudad de Italia que albergó la copa del mundo en gira por el país.

## Galería de imágenes

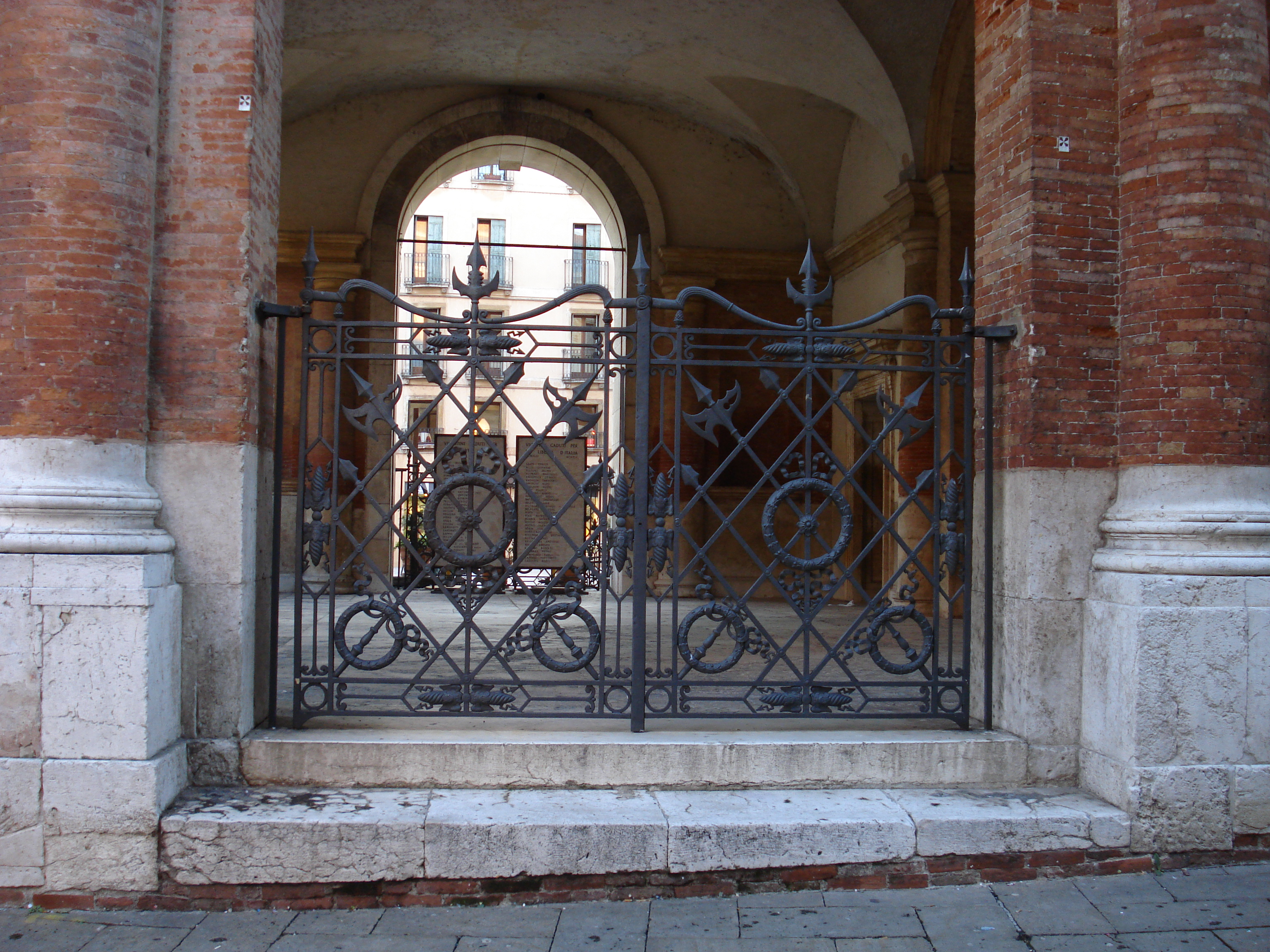
Puerta de hierro.
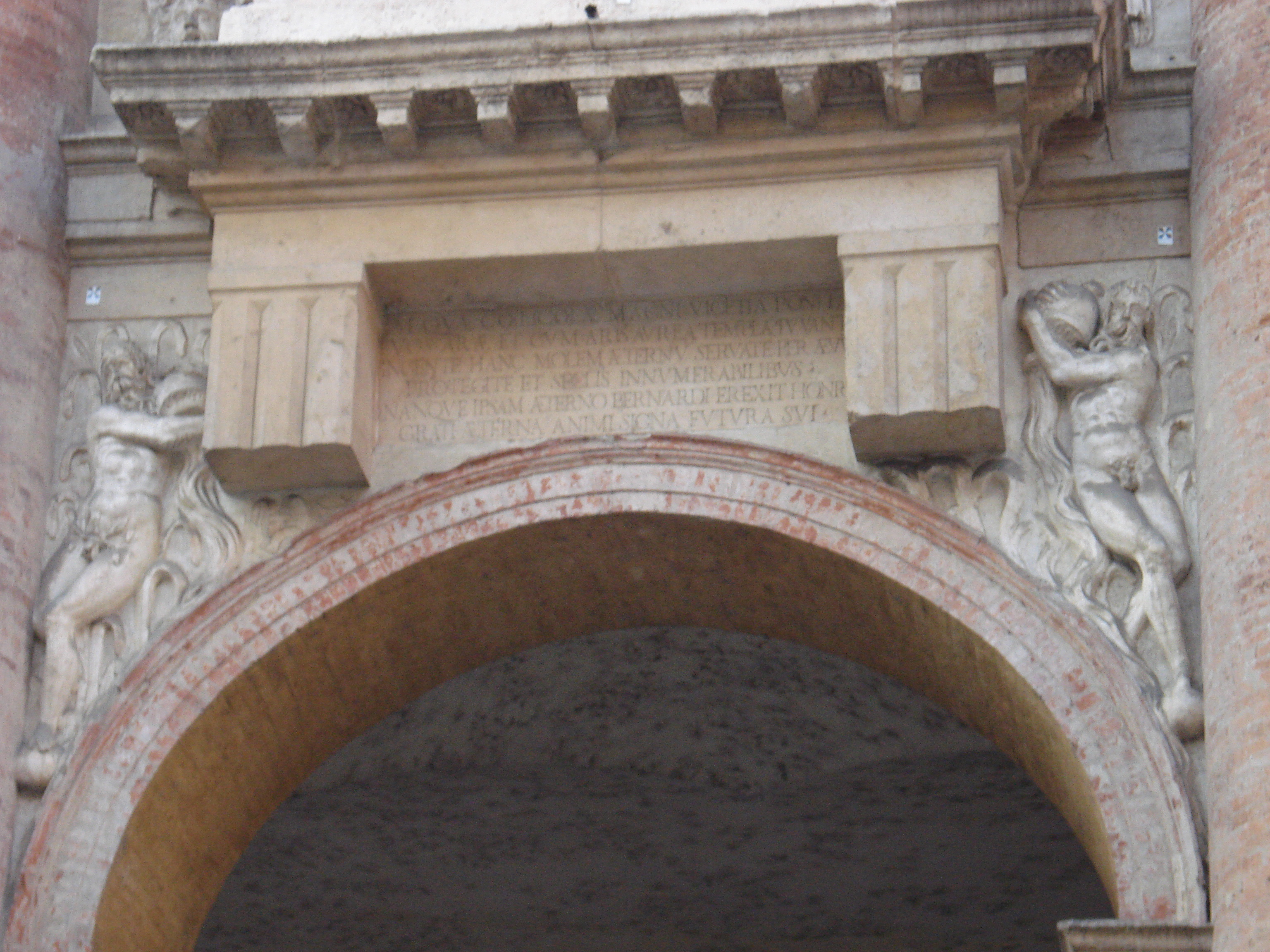
Inscripción dedicada a Palladio.
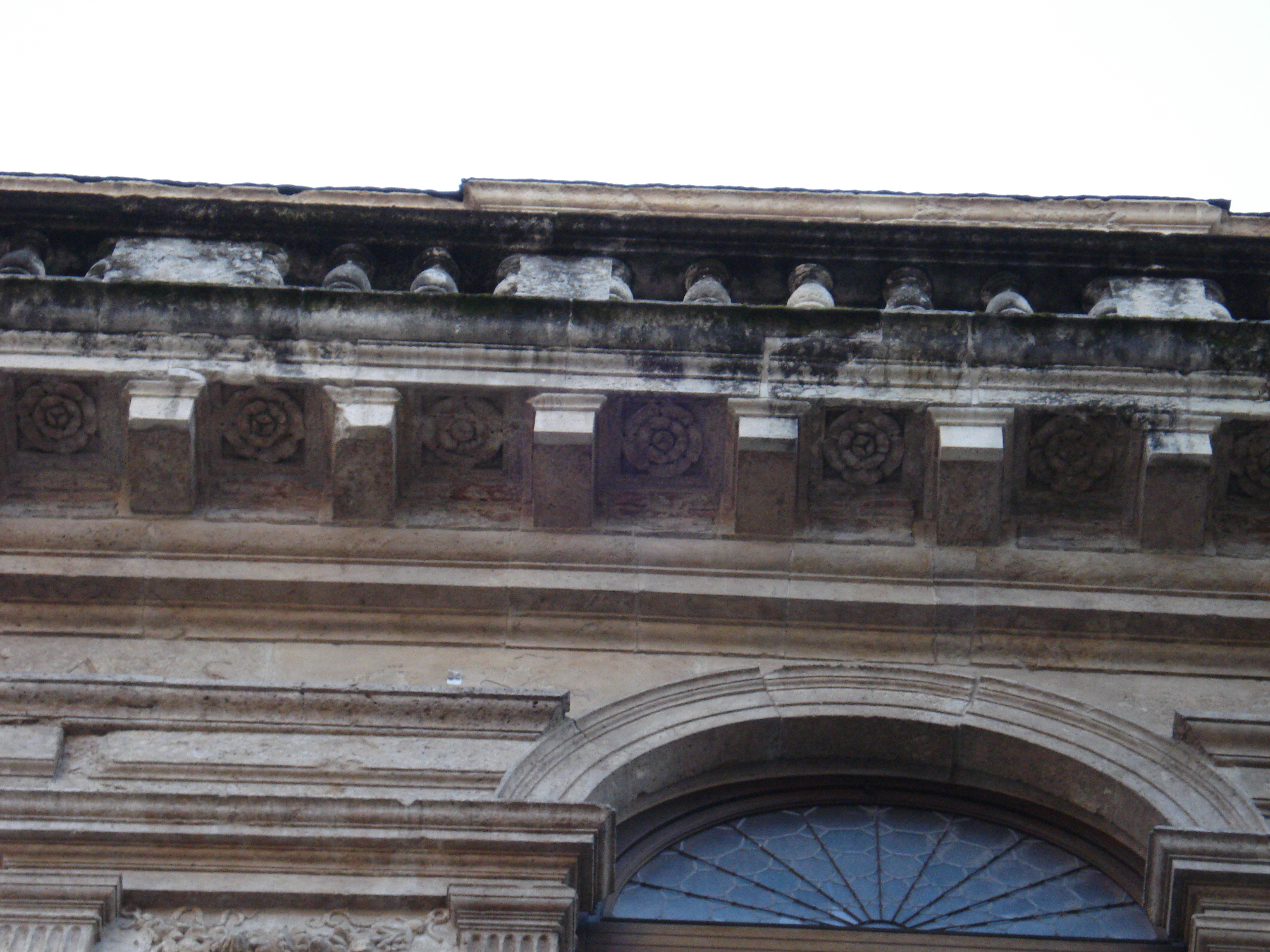
Detalle del balcón.
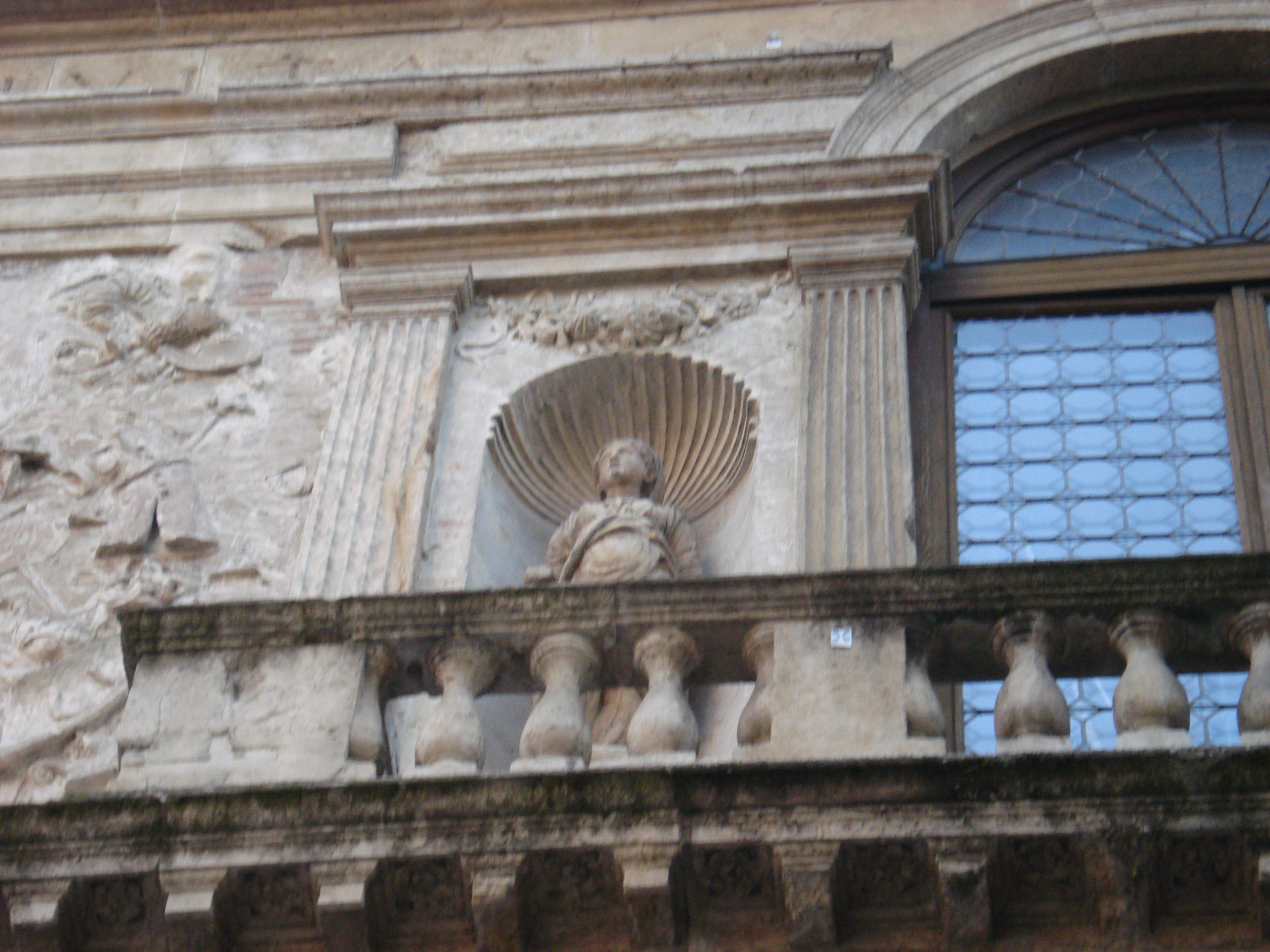
Parte del balcón con una estatua.
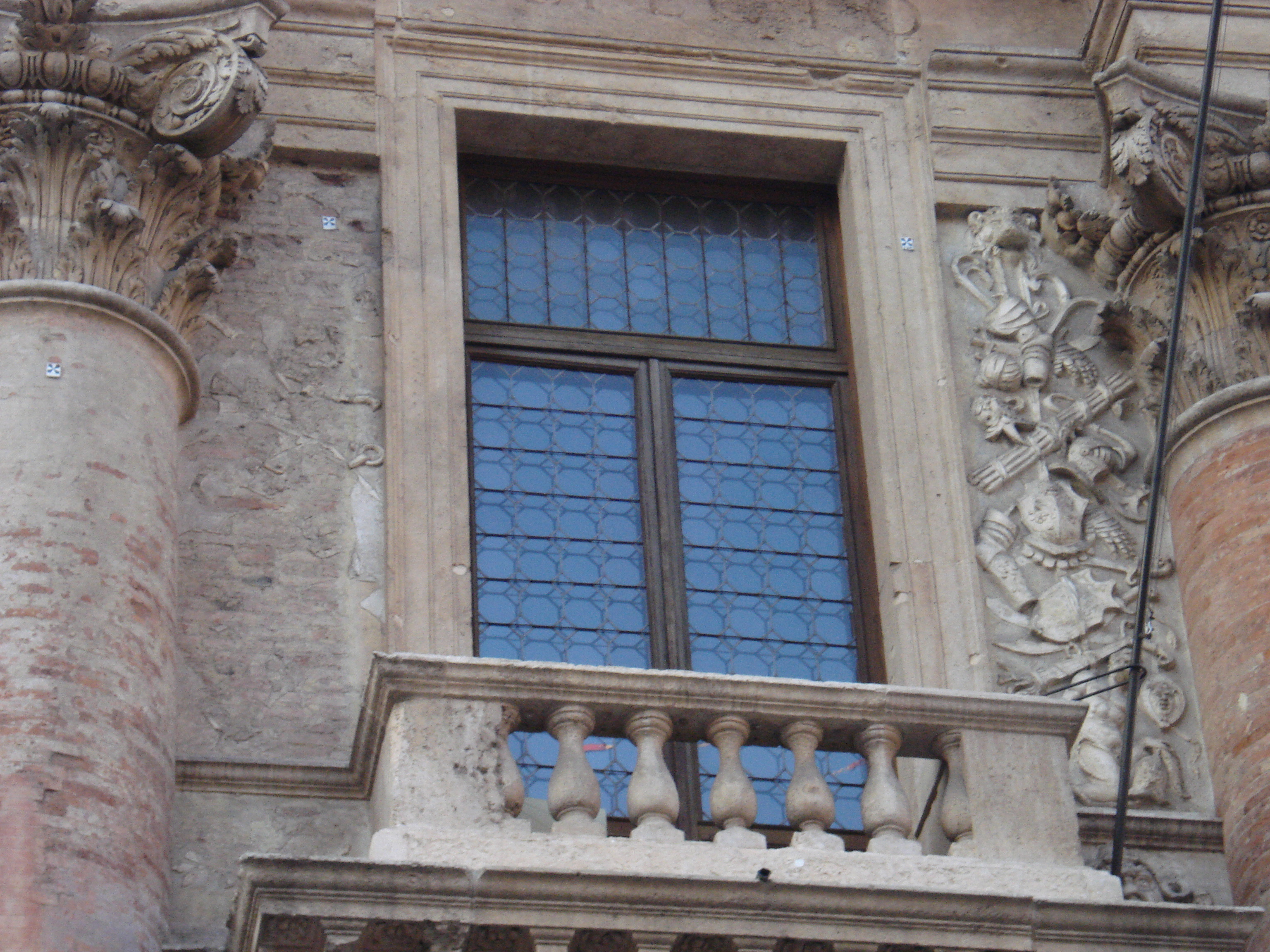
Una ventana del palacio.
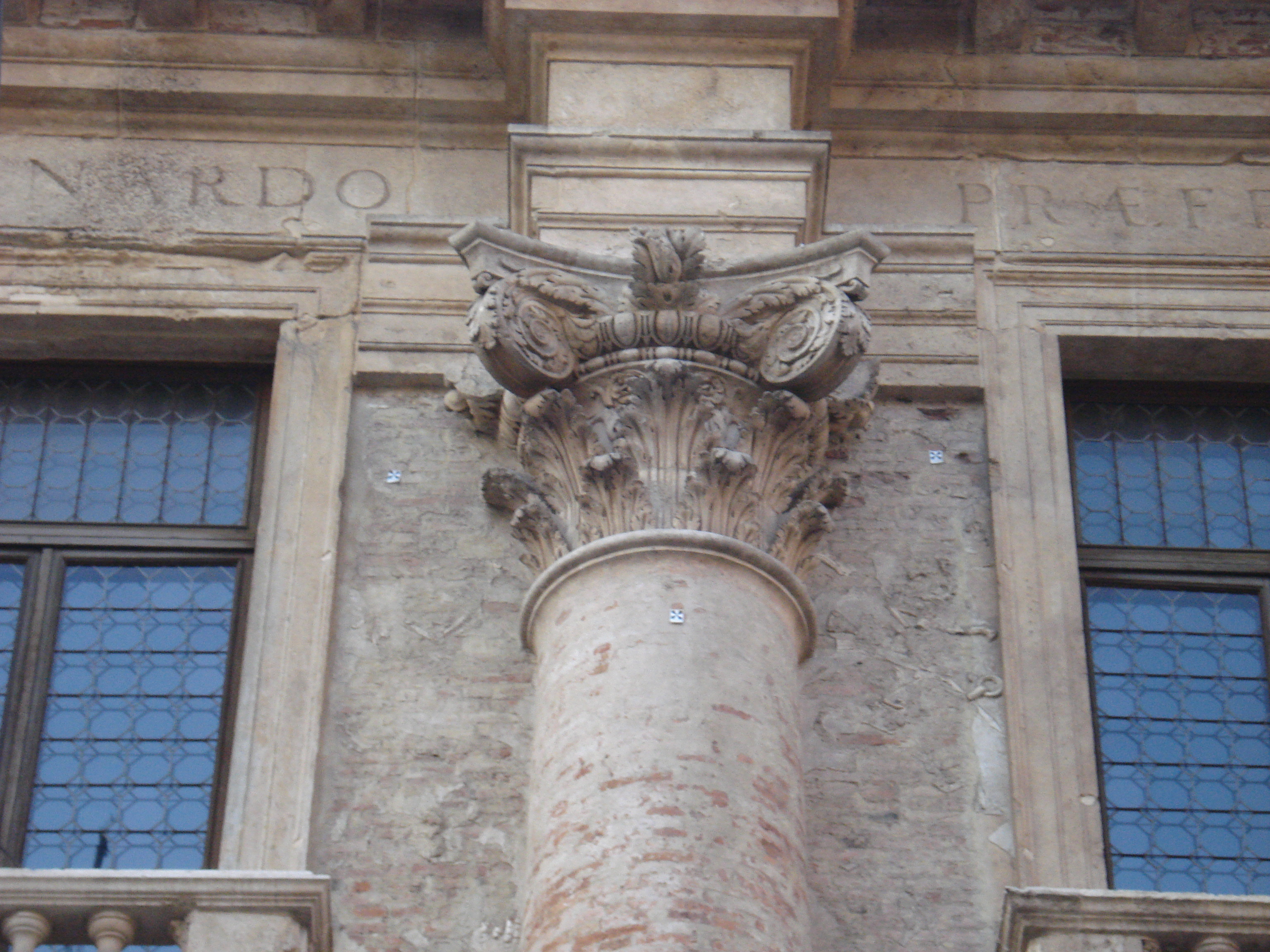
Capitel de una columna corintia.
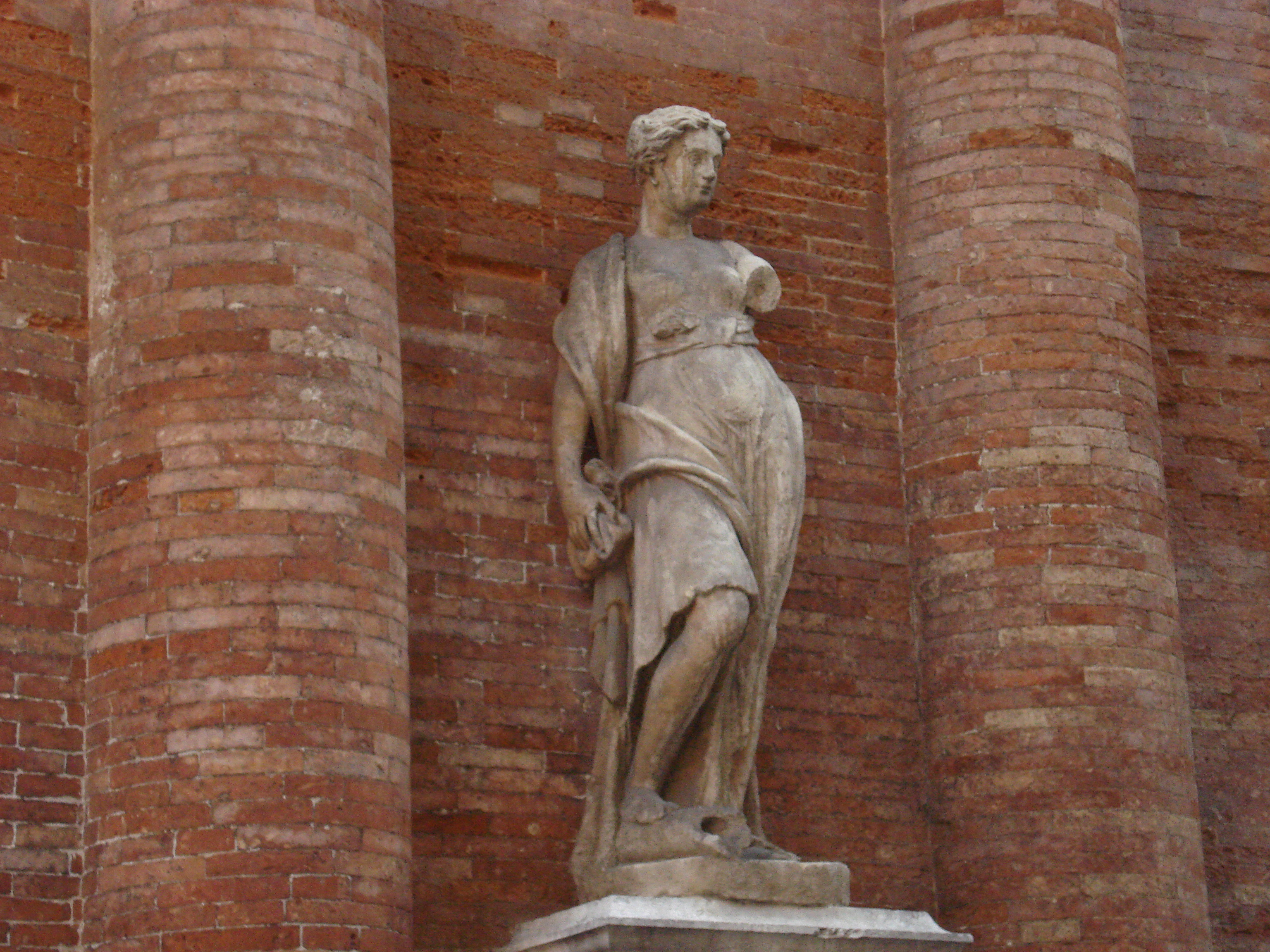
Palmam genuere carinae.
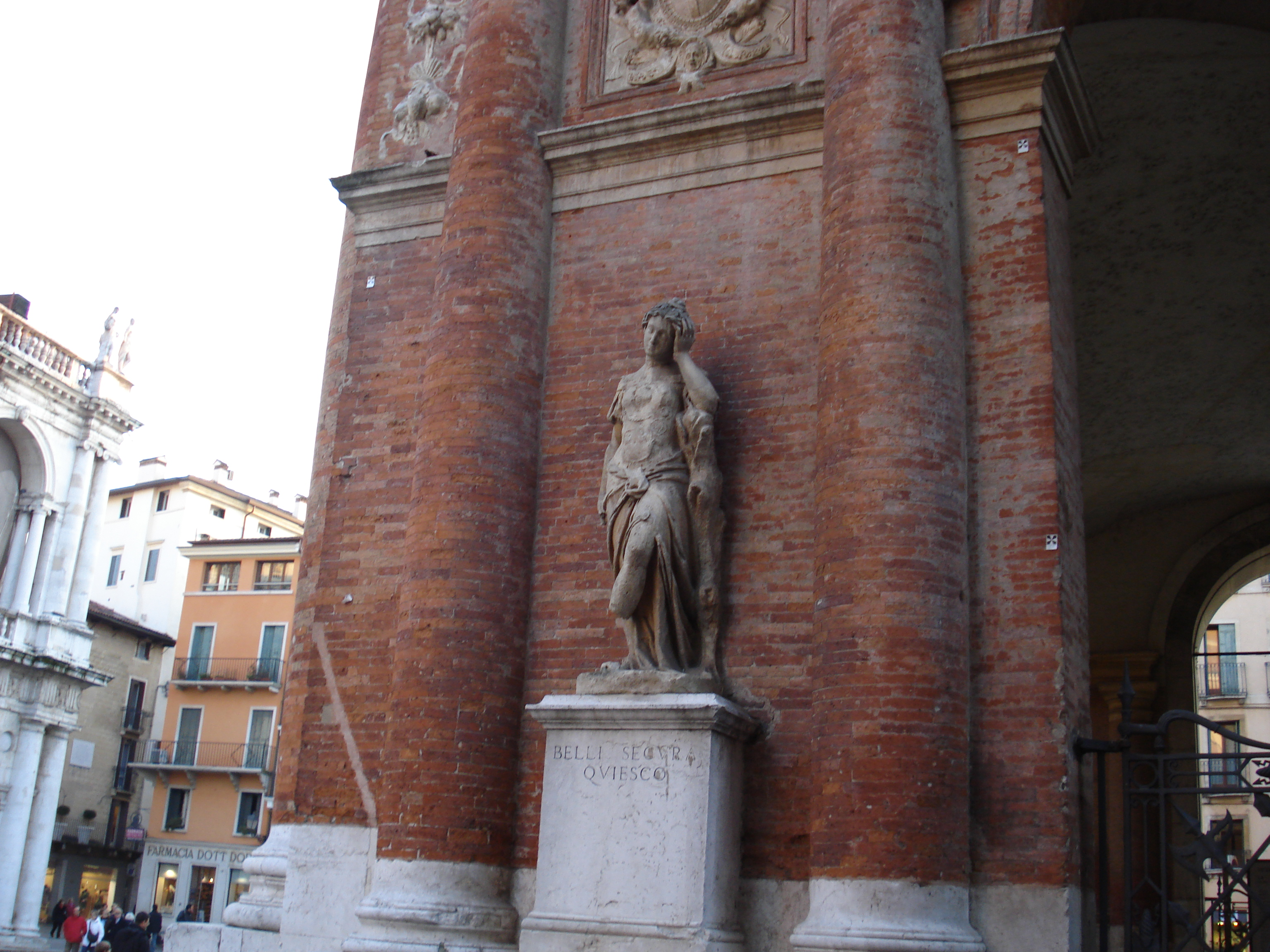
Belli secura quiesco.
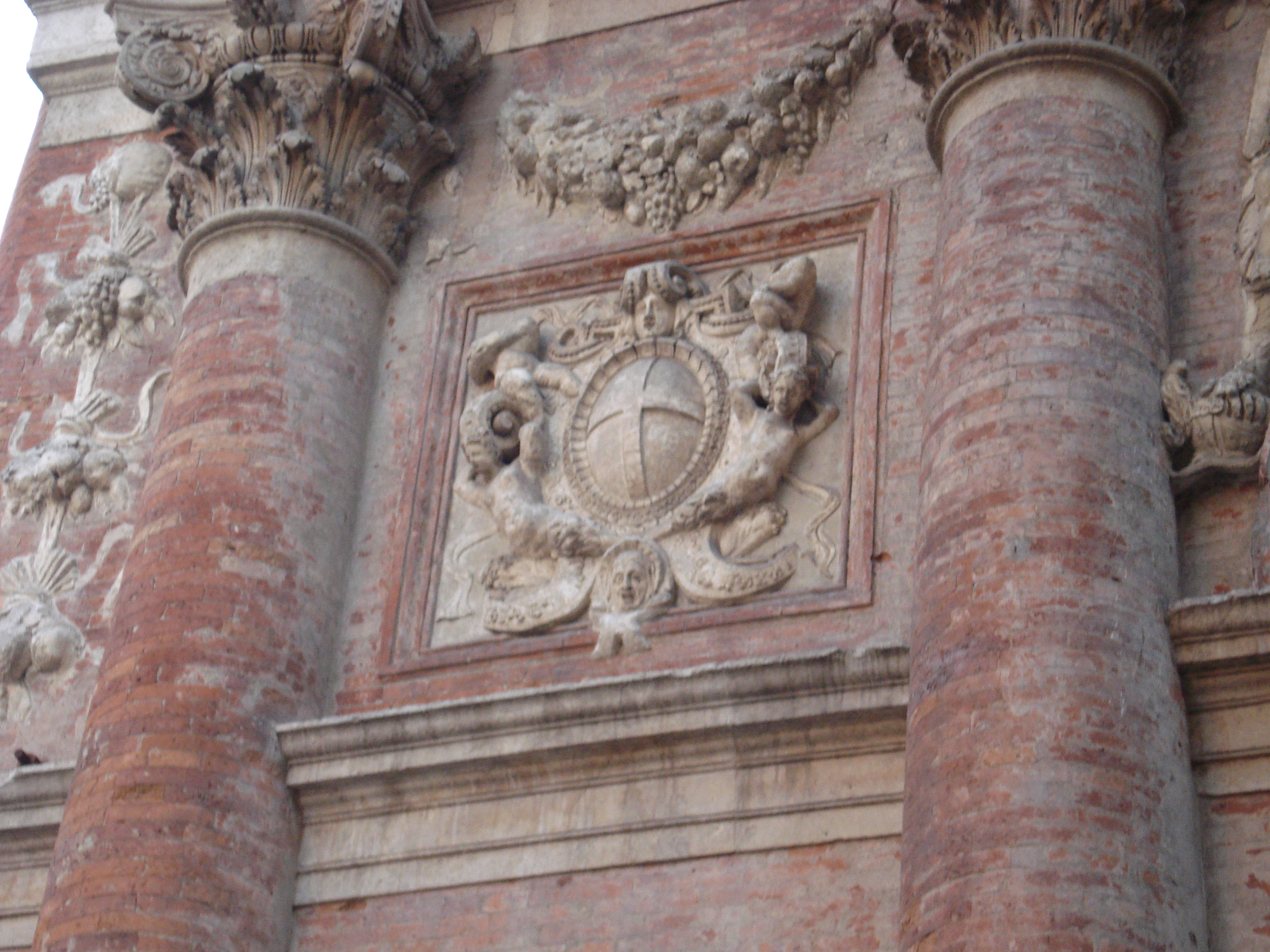
Escudo en la fachada lateral.